# Prévost (circonscription provinciale)
Pour l’article homonyme, voir Prévost.
Circonscription électorale provinciale du Canada
Prévost est une circonscription électorale provinciale du Québec qui est située dans la région administrative des Laurentides. 

## Historique
La circonscription de Prévost a été créée une première fois en 1972. Elle était alors formée d'une partie des circonscriptions de Montcalm et de Terrebonne. Elle comprend alors les 22 municipalités suivantes :
- Bellefeuille
- Entrelacs
- Estérel
- Lafontaine
- Lesage
- Mont-Gabriel
- Mont-Rolland
- New Glasgow
- Piedmont
- Prévost
- Saint-Calixte
- Saint-Antoine
- Saint-Hippolyte
- Saint-Jérôme
- Saint-Sauveur
- Saint-Sauveur-des-Monts
- Sainte-Adèle
- Sainte-Anne-des-Lacs
- Sainte-Anne-des-Plaines
- Sainte-Marguerite-du-Lac-Masson
- Sainte-Sophie
- Shawbridge

En 1980, la circonscription perd plus de la moitié de son territoire au profit de Rousseau. La circonscription se limite maintenant aux municipalités entourant une portion de l'autoroute 15, soit Bellefeuille, Saint-Antoine, Lafontaine, Mont-Gabriel, Piedmont, Prévost, Sainte-Anne-des-Lacs, Saint-Jérôme, Saint-Sauveur et Saint-Sauveur-des-Monts. Le territoire restera identique en 1985, à l'exception de Mont-Gabriel qui rejoint la circonscription de Rousseau pour territoire compte de la fusion de la municipalité avec celle de Mont-Rolland. Le sera inchangé en 1988.
En 1992, les municipalités de Saint-Sauveur-des-Monts, Saint-Sauveur, Piedmont et Sainte-Anne-des-Lacs sont détachées de la circonscription pour rejoindre celle de Bertrand. La circonscription ne compte plus que cinq municipalités, soit Bellefeuille, Saint-Antoine, Lafontaine, Prévost et Saint-Jérôme.
Son territoire restera inchangé lors de la réforme de 2001. Les villes de Lafontaine, Bellefeuille et de Saint-Antoine fusionnent avec la ville de Saint-Jérôme en 2002, le comté ne comptant plus que deux municipalités sur son territoire à partir de ce moment. 
La circonscription est abolie lors de la réforme de la carte électorale en 2011. La ville de Saint-Jérôme formera sa propre circonscription (Saint-Jérôme) ; le reste de Prévost rejoint la circonscription voisine, Bertrand.
Lors de la refonte de la carte de 2017, la circonscription est recréée à partir de portions des circonscriptions de Bertrand et de Rousseau.

## Territoire et limites
La circonscription de Prévost comprend les municipalités suivantes :
- Sainte-Sophie
- Prévost
- Saint-Sauveur
- Saint-Hippolyte
- Sainte-Anne-des-Lacs
- Piedmont

## Liste des députés
| Législature                                 | Années       | Député         | Député                 | Parti               |
| ------------------------------------------- | ------------ | -------------- | ---------------------- | ------------------- |
| Prévost Créée depuis Montcalm et Terrebonne |              |                |                        |                     |
| 30e                                         | 1973–1976    |                | Bernard Parent         | Libéral             |
| 31e                                         | 1976–1979    |                | Jean-Guy Cardinal      | Parti québécois     |
| 31e                                         | 1979–1981    |                | Solange Chaput-Rolland | Libéral             |
| 32e                                         | 1981–1985    |                | Robert Dean            | Parti québécois     |
| 33e                                         | 1985–1989    |                | Paul-André Forget      | Libéral             |
| 34e                                         | 1989–1994    |                | Paul-André Forget      | Libéral             |
| 35e                                         | 1994–1996    |                | Daniel Paillé          | Parti québécois     |
| 35e                                         | 1997–1998    | Lucie Papineau |                        | Parti québécois     |
| 36e                                         | 1998–2003    | Lucie Papineau |                        | Parti québécois     |
| 37e                                         | 2003–2007    | Lucie Papineau |                        | Parti québécois     |
| 38e                                         | 2007–2008    |                | Martin Camirand        | Action démocratique |
| 39e                                         | 2008–2012    |                | Gilles Robert          | Parti québécois     |
| Dissoute dans Saint-Jérôme et Bertrand      |              |                |                        |                     |
| Recréée depuis Saint-Jérôme et Bertrand     |              |                |                        |                     |
| 42e                                         | 2018–2022    |                | Marguerite Blais       | Coalition avenir    |
| 43e                                         | 2022–présent | Sonia Bélanger |                        | Coalition avenir    |

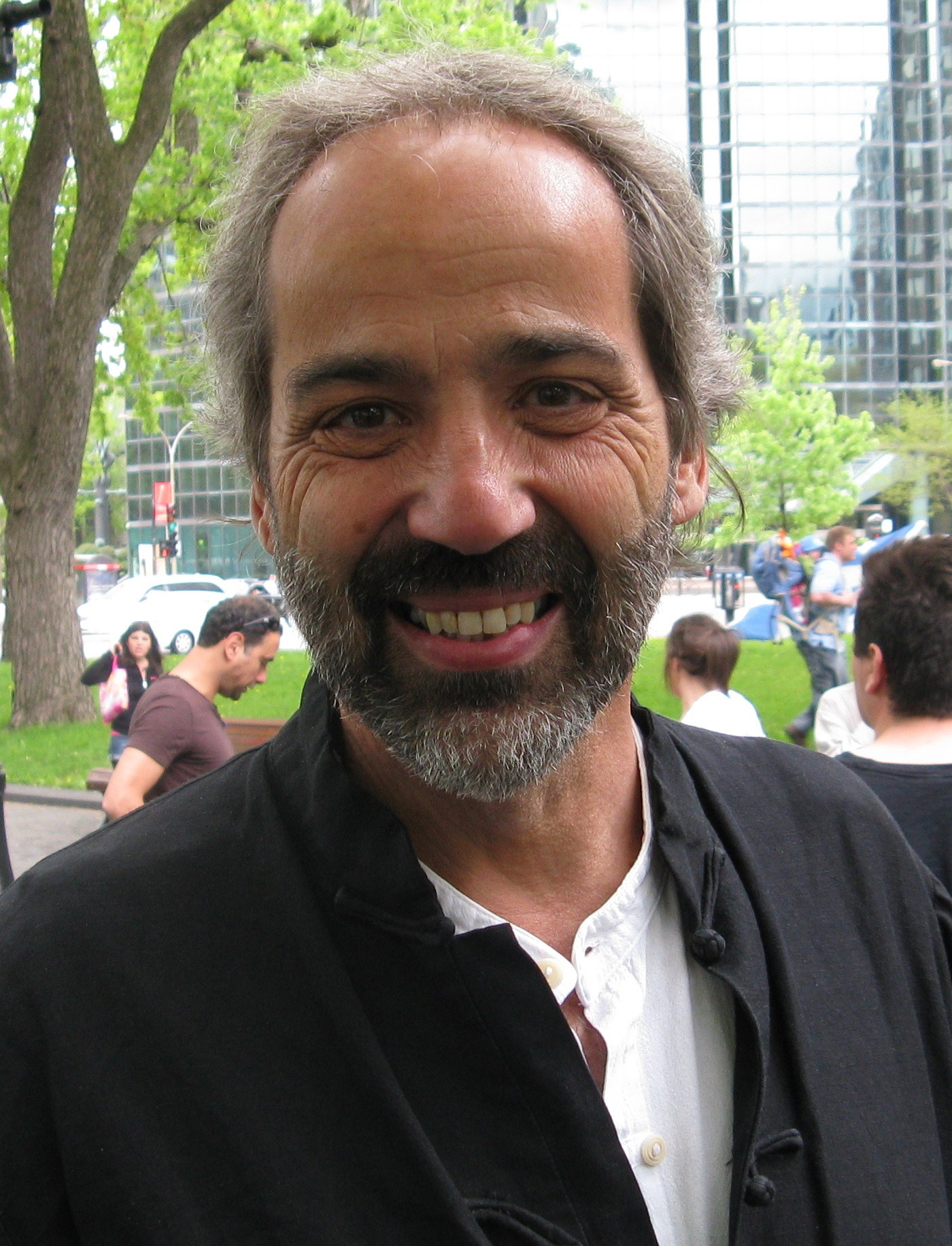
Daniel Paillé est député de 1994 à 1996 de Prévost pour le Parti québécois.
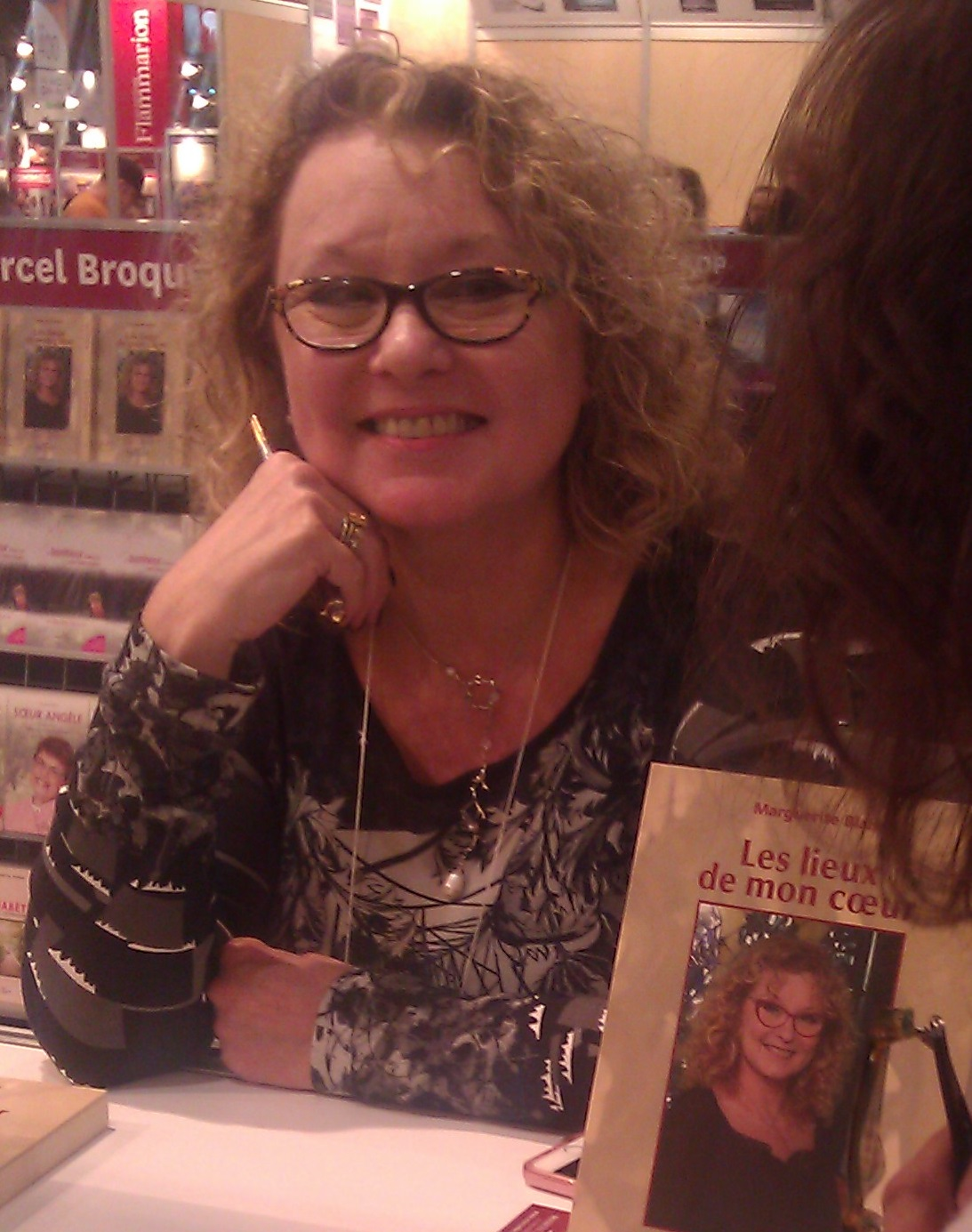
Marguerite Blais est député de Prévost de 2018 à 2022 pour la Coalition avenir Québec.

## Résultats électoraux
|                                                                                               | Nom                   | Parti            | Nombre de voix | %      | Maj.  |
| --------------------------------------------------------------------------------------------- | --------------------- | ---------------- | -------------- | ------ | ----- |
|                                                                                               | Sonia Bélanger        | Coalition avenir | 15 903         | 46,2 % | 9 166 |
|                                                                                               | Thérèse Chabot        | Parti québécois  | 6 737          | 19,6 % | -     |
|                                                                                               | Rose Crevier-Dagenais | Québec solidaire | 5 196          | 15,1 % | -     |
|                                                                                               | Benoit Cloutier       | Conservateur     | 4 019          | 11,7 % | -     |
|                                                                                               | Suzanne Pomerleau     | Libéral          | 2 072          | 6 %    | -     |
|                                                                                               | Michelle Vaz          | Vert             | 374            | 1,1 %  | -     |
|                                                                                               | Michel Leclerc        | Parti humain     | 100            | 0,3 %  | -     |
| Total                                                                                         | Total                 | Total            | 34 401         | 100 %  |       |
| Le taux de participation lors de l'élection était de 69,4 % et 431 bulletins ont été rejetés. |                       |                  |                |        |       |

|                                                                                               | Nom                      | Parti            | Nombre de voix | %      | Maj.  |
| --------------------------------------------------------------------------------------------- | ------------------------ | ---------------- | -------------- | ------ | ----- |
|                                                                                               | Marguerite Blais         | Coalition avenir | 14 876         | 47 %   | 7 137 |
|                                                                                               | Paul St-Pierre Plamondon | Parti québécois  | 7 739          | 24,5 % | -     |
|                                                                                               | Lucie Mayer              | Québec solidaire | 4 414          | 14 %   | -     |
|                                                                                               | Naömie Goyette           | Libéral          | 4 063          | 12,8 % | -     |
|                                                                                               | Malcolm Mulcahy          | Conservateur     | 303            | 1 %    | -     |
|                                                                                               | Michel Leclerc           | Parti libre      | 235            | 0,7 %  | -     |
| Total                                                                                         | Total                    | Total            | 31 630         | 100 %  |       |
| Le taux de participation lors de l'élection était de 70,8 % et 477 bulletins ont été rejetés. |                          |                  |                |        |       |

|                                                                                               | Nom                       | Parti               | Nombre de voix | %      | Maj.  |
| --------------------------------------------------------------------------------------------- | ------------------------- | ------------------- | -------------- | ------ | ----- |
|                                                                                               | Gilles Robert             | Parti québécois     | 14 946         | 44,3 % | 5 224 |
|                                                                                               | Jacques Gariépy           | Libéral             | 9 722          | 28,8 % | -     |
|                                                                                               | Martin Camirand (sortant) | Action démocratique | 7 057          | 20,9 % | -     |
|                                                                                               | Lise Boivin               | Québec solidaire    | 1 079          | 3,2 %  | -     |
|                                                                                               | Bernard Antoun            | Vert                | 902            | 2,7 %  | -     |
| Total                                                                                         | Total                     | Total               | 33 706         | 100 %  |       |
| Le taux de participation lors de l'élection était de 57,7 % et 649 bulletins ont été rejetés. |                           |                     |                |        |       |

|                                                                                               | Nom                       | Parti               | Nombre de voix | %      | Maj. |
| --------------------------------------------------------------------------------------------- | ------------------------- | ------------------- | -------------- | ------ | ---- |
|                                                                                               | Martin Camirand           | Action démocratique | 15 999         | 39,3 % | 808  |
|                                                                                               | Lucie Papineau (sortante) | Parti québécois     | 15 191         | 37,3 % | -    |
|                                                                                               | Richard Bélisle           | Libéral             | 7 929          | 19,5 % | -    |
|                                                                                               | Mylène Jaccourd           | Québec solidaire    | 1 578          | 3,9 %  | -    |
| Total                                                                                         | Total                     | Total               | 40 697         | 100 %  |      |
| Le taux de participation lors de l'élection était de 72,3 % et 543 bulletins ont été rejetés. |                           |                     |                |        |      |

|                                                                                               | Nom                       | Parti                 | Nombre de voix | %      | Maj.  |
| --------------------------------------------------------------------------------------------- | ------------------------- | --------------------- | -------------- | ------ | ----- |
|                                                                                               | Lucie Papineau (sortante) | Parti québécois       | 16 159         | 45,2 % | 4 304 |
|                                                                                               | Marie-Josée Gouin         | Libéral               | 11 855         | 33,1 % | -     |
|                                                                                               | Martin Camirand           | Action démocratique   | 7 087          | 19,8 % | -     |
|                                                                                               | Lise Boivin               | Bloc pot              | 499            | 1,4 %  | -     |
|                                                                                               | Reine Dubeau              | Démocratie chrétienne | 179            | 0,5 %  | -     |
| Total                                                                                         | Total                     | Total                 | 35 779         | 100 %  |       |
| Le taux de participation lors de l'élection était de 69,3 % et 586 bulletins ont été rejetés. |                           |                       |                |        |       |

## Référendums
|  | Référendum                     | % du OUI | % du NON | Taux de participation |
|  | Référendum de 1980             | 45,13 %  | 54,87 %  | 85,69 %               |
|  | Accord de Charlottetown (1992) | 33,88 %  | 66,12 %  | 82,34 %               |
|  | Référendum de 1995             | 62,91 %  | 37,09 %  | 92,74 %               |